# Pierre Nauton
Pierre Nauton  (* 1912 in Saugues; † 1970 in Lyon) war ein französischer Romanist, Dialektologe und Sprachgeograf.

## Leben und Werk
Nauton habilitierte sich 1949 an den Universitäten Paris und Clermont-Ferrand mit den beiden Thèses Géographie linguistique de la Haute-Loire (erschienen postum u. d. T. Géographie phonétique de la Haute-Loire, hrsg. von  Jean-Baptiste Martin [* 1943], Paris 1974), sowie Le Patois de Saugues Haute-Loire. Aperçu linguistique, terminologie rurale, littérature orale (Clermont-Ferrand 1948). Er war als Kollege von Pierre Gardette Professor an der Katholischen Universität Lyon.

## Weitere Werke
- Atlas linguistique et ethnographique du Massif Central (1. La Nature. 2. Le Paysan. 3. L'Homme. 4. Exposé général. Table-questionnaire. Index alphabétique, 4. Bde., Paris 1957–1963; Neudruck 1972–1977, Bde. 2 und 3 mit Maurice Revirieux)
- Vocabulaire du Cantal du Nord et de la Margeride auvergnate d'après l'"A.L.M.C." ["Atlas linguistique du Massif central"] de P. Nauton, Cercle occitan d'Auvergne [rédigé par Pierre Bonnaud (* 1931)], Clermont-Ferrand 1975